# Восточный (муниципальное образование город Ефремов)
Восточный — посёлок в Тульской области России. В рамках административно-территориального устройства  входит в Ефремовский район, в рамках организации местного самоуправления — в муниципальное образование город Ефремов со статусом городского округа.
Ранее — военный городок посёлок Ефремов-3 при одноимённом аэродроме, где находились несколько воинских частей, в которых проживали военнослужащие, лётчики, техники, инженеры и их семьи.
Посёлок располагается в 8 км к востоку от города Ефремов.

## Население
| 2010 |
| ---- |
| 782  |

## Военный аэродром
Аэродром Ефремов-3 был построен в начале 1950-х годов, был способен принимать такие самолеты, как Ил-76, Ан-22 и более лёгкие. Здесь базировался 191-й истребительный авиационный полк (ИАП), который имел на вооружении истребители МиГ-17 и МиГ-19. В 1963 году были получены истребители Су-9, а затем, в 1965 году Су-11. В первой половине 1980-х годов в 191-й ИАП поступили 38 самолётов МиГ-23, которые были на вооружении вплоть до его расформирования в 1994 году.